# 宇都宮泰藤
宇都宮 泰藤（うつのみや やすふじ、乾元 元年(1302年)- 正平7年3月19日（1352年5月3日））は、鎌倉時代から南北朝時代にかけての武将。大久保氏の遠祖。

## 略歴
乾元元年。下野国宇都宮に生まれる。武茂時綱の子として生まれる。氏を宇都宮に戻し、左近将監と称す。新田義貞の重臣。妻は美濃国里見城城主の土岐伊予守頼直の娘徳子。建武2年(1335年)、脇屋義助に属して京都の山崎において、足利尊氏と戦って敗北した。翌建武3年（1336年）、新田義貞に従って越前国（現・福井県）に逃れており、再び足利方の高師泰らと戦っている。その後、延元3年（1338年）8月17日に新田義貞が越前国藤島で戦死すると、義貞の首を持ちながら各地を転々と彷徨った後、その首を葬ってから出家、法華宗に帰依して美濃将監、宇都宮入道蓮常と号した。三河国上和田郷（現・愛知県岡崎市）の妙国寺前に移り住んだ。正平7年（1352年）、51歳で病没した。法名は蓮常。泰藤の子には泰綱、泰朝、藤綱がいた。泰綱の子である泰道の時に姓を宇都と称す。また、泰朝の子である高正は神谷氏の祖とされる。藤綱は朝岡氏の祖とされる。